# フリスト・ボネフ
フリスト・アタナソフ・ボネフ（Hristo Atanasov Bonev (ブルガリア語: Христо Aтанасов Бонев、1947年2月3日 - ）は、ブルガリア出身の元サッカー選手、サッカー指導者。ポジションはミッドフィールダー。

## 選手経歴
クラブレベルでは1959年にロコモティフ・プロヴディフへ入団して以来、選手生活の大半を過ごし、5度のブルガリア年間最優秀選手賞を受賞した。1979年に国外のクラブへの移籍が認められ、ギリシャのAEKアテネへ移籍。晩年は古巣のDFSロコモティフへ復帰し、1984年に現役を引退した。
ブルガリア代表としては1967年3月22日に行われた西ドイツ代表戦で代表デビューを飾った。1970年のFIFAワールドカップ・メキシコ大会ではグループリーグのペルー代表戦で1得点、1974年のFIFAワールドカップ・西ドイツ大会では1次リーグのウルグアイ代表戦で1得点をあげた。その後、1979年4月25日に行われたアルゼンチン代表戦を最後に代表から退くまで、国際Aマッチ96試合に出場し48得点を記録した。

## 引退後
引退後は指導者の道へ進むと、ブルガリアやギリシャ、キプロスのクラブで監督を務め、1988-89シーズンにギリシャのパナシナイコスFCの監督としてリーグ優勝、キプロスのAPOELニコシアでは1996年にリーグとカップの二冠に導いた。1996年からはブルガリア代表監督を務め、1998年のFIFAワールドカップ・フランス大会出場に導いたが、本大会ではグループリーグ初戦のパラグアイ代表戦で引分け、勝ち点1を獲得したものの、最終戦のスペイン代表戦で1-6と大敗を喫してグループリーグ敗退という結果に終わる。
大会後も続投したがEURO2000地区予選第1戦のポーランド戦に0-3で敗れ辞任した。
2000年にドイツのザクセン・ライプツィヒを率いたのを最後に監督業から遠ざかっていたが、2010年に古巣のロコモティフ・プロヴディフの監督を務めた。

## 代表歴

### 出場大会
- ブルガリア代表
  - 1970 FIFAワールドカップ
  - 1974 FIFAワールドカップ

### 試合数
- 国際Aマッチ 85試合 44得点（1967年-1979年）[4]

| ブルガリア代表 | 国際Aマッチ | 国際Aマッチ |
| 年             | 出場        | 得点        |
| -------------- | ----------- | ----------- |
| 1967           | 7           | 0           |
| 1968           | 4           | 2           |
| 1969           | 8           | 3           |
| 1970           | 9           | 2           |
| 1971           | 8           | 3           |
| 1972           | 7           | 8           |
| 1973           | 9           | 4           |
| 1974           | 13          | 14          |
| 1975           | 3           | 1           |
| 1976           | 10          | 6           |
| 1977           | 5           | 0           |
| 1978           | 1           | 0           |
| 1979           | 1           | 1           |
| 通算           | 85          | 44          |

## 個人タイトル
- ブルガリア年間最優秀選手賞 5回（1967年、1969年、1971年、1972年、1973年）